# Regeringen von Sydow
Regeringen von Sydow var en svensk expeditionsministär, som bildades när Oscar von Sydow 23 februari 1921 övertog det kabinett, som letts av Louis De Geer d.y., vilken hade avsatts av sina egna ministrar.
Ministären von Sydow upplöstes den 13 oktober 1921 efter andrakammarvalet, som ledde till att Hjalmar Branting bildade regeringen  Branting II.

## Statsråd
* Statsminister eller departementschef
| Statsminister          |  | Oscar von Sydow          | 23 februari 1921 | 13 oktober 1921 | Partilös                  |
| Justitieminister       |  | Birger Ekeberg           | 23 februari 1921 | 13 oktober 1921 | Partilös                  |
| Utrikesminister        |  | Herman Wrangel           | 23 februari 1921 | 13 oktober 1921 | Partilös                  |
| Försvarsminister       |  | Carl-Gustaf Hammarskjöld | 23 februari 1921 | 6 juni 1921     | Allmänna valmansförbundet |
| Försvarsminister       |  | Otto Lybeck              | 6 juni 1921      | 13 oktober 1921 | Partilös                  |
| Socialminister         |  | Henning Elmquist         | 23 februari 1921 | 13 oktober 1921 | Partilös                  |
| Kommunikationsminister |  | Walter Murray            | 23 februari 1921 | 13 oktober 1921 | Partilös                  |
| Finansminister         |  | Jacob Beskow             | 23 februari 1921 | 13 oktober 1921 | Partilös                  |
| Ecklesiastikminister   |  | Bengt Bergqvist          | 23 februari 1921 | 13 oktober 1921 | Partilös                  |
| Jordbruksminister      |  | Nils Hansson             | 23 februari 1921 | 13 oktober 1921 | Partilös                  |
| Handelsminister        |  | Gösta Malm               | 23 februari 1921 | 13 oktober 1921 | Partilös                  |
| Konsultativa statsråd  |  |                          |                  |                 |                           |
| Konsultativt statsråd  |  | Knut Dahlberg            | 23 februari 1921 | 13 oktober 1921 | Partilös                  |
| Konsultativt statsråd  |  | Emil Mårten Ericsson     | 23 februari 1921 | 13 oktober 1921 | Partilös                  |